# Lioglyphostoma jousseaumei
Lioglyphostoma jousseaumei is een slakkensoort uit de familie van de Pseudomelatomidae. De wetenschappelijke naam van de soort is voor het eerst geldig gepubliceerd in 1900 door Dautzenberg.